# Cvi Aškenazi
Cvi Hirš ben Jaakov Aškenazi (hebrejsky צבי אשכנזי), známý též jako Chacham Cvi (1656, Velké Meziříčí – 2. května 1718, Lvov) byl židovský učenec a rabín, jeden z prvních a nejhlasitějších odpůrců šabatiánství, tedy učení Šabtaje Cviho, který se prohlásil za mesiáše.

## Život a činnost
Narodil se v rodině učenců a rabínů ve Velkém Meziříčí. Nějaký čas působil jako vrchní rabín aškenázské komunity v Amsterdamu. Působil též v Soluni, Konstantinopoli, Budapešti (Óbudě), Londýně a Hamburku.
Byl otcem dalšího význačného středoevropského novověkého učence a rabína, Ja'akova Emdena, který působil i v Praze.